# Nyanga (langue)
Pour les articles homonymes, voir Nyanga.
Ne doit pas être confondu avec Kimanyanga ou Ginyanga.
Le nyanga est une langue bantoue parlée principalement dans le territoire de  Walikale au Nord-Kivu par la population Nyanga (aussi Banianga, Banyanga ou Nianga).

## Écriture
| A a   | B b   | CH ch | E e     | F f   | H h   | I i   | Ɨ ɨ   | K k   | M m   |
| MB mb | MP mp | N n   | NCH nch | ND nd | NG ng | NJ nj | NK nk | NS ns | NT nt |
| NY ny | O o   | P p   | R r     | S s   | SH sh | T t   | U u   | Ʉ ʉ   | W w   |
| Y y   |       |       |         |       |       |       |       |       |       |